# 下长镇
下长镇是中华人民共和国四川省宜宾市江安县下辖的一个镇。2019年8月，将长宁县下长镇划归江安县管辖。

## 行政区划
下长镇下辖以下村级行政区划单位：
长兴社区、二码头社区、新宁村、狮子社区村、大田村、复兴村、益家村、共兴村、育江村、年丰村、永利村、民权村、大同村、长江村、新华社区村、骑龙村、天平村和民主村。